# Джульен, Кестон
Кестон Джульен (англ. Keston Julien; 26 октября 1998, Тринидад и Тобаго) — тринидадский футболист, защитник.

## Карьера

### Клубная
Кестон начал выступать за клуб «Дабл-Ю Коннекшн», в составе которого он принимал участие в матче Лиги чемпионов КОНКАКАФ 2015/16 против мексиканского клуба «Сантос Лагуна».
В 2016 году Джульен перешёл в «Сан-Хуан Джаблоти».
В начале 2017 года защитник подписал контракт со словацким «Тренчином». В составе нового клуба Кестон дебютировал 25 февраля в игре со «Слованом» из Братиславы. За команду он провёл три сезона. 17 августа 2020 года подписал контракт с молдавским «Шерифом».

### В сборной
6 октября 2018 года Кестон Джульен дебютировал за сборную Тринидада и Тобаго в товарищеском матче против ОАЭ, в котором тринидадцы победили со счетом 2:0. В поединке он вышел на замену на 74-й минуте.